# Фунасси
Фунасси (яп. ふなっしー) — неофициальный талисман города Фунабаси, актёр и певец, представляющий из себя Духа груш (наси), или Грушевого эльфа. Дух груш и человек внутри костюма стали одним целым «артистом».
Придуман в ноябре 2011 года жителем города Фунабаси (префектура Тиба) в качестве символа своего города. По задумке, маскот олицетворяет наси — груши, которыми знаменит Фунабаси. Но в мэрии отказались принять такого героя. Тогда житель изготовил костюм и начал ходить в нём по различным ярмаркам и праздникам в городе, плюс завел блог Фунасси. В феврале 2013 года его труды, наконец, заметили: Фунасси снялся в рекламе, после чего мигом стал популярен.
В настоящее время (2015 год) Фунасси является супер-звездой номер 1 среди маскотов на японском телевидении. Так же набирает популярность за границей: в Тайване, Гонконге, Объединенном Королевстве и Лондоне выручка с продаж товаров с символикой Фунасси выросла с нескольких сотен миллионов иен в 2013 году до 800 миллиардов иен в 2014 году. 6 марта 2015 года в городе Фунабаси был открыт первый магазин сопутствующих товаров Фунасси «Фунасси Ленд» (ふなっしーランド).

## Отличительные черты
Фунасси до сих пор не признан официальным талисманом ни городом Фунабаси, ни префектурой Тиба. Именно это дало Фунасси небывалую для маскотов свободу действий. Главная задача персонажей — помощь официальным лицам в продвижении своего региона. Они вынуждены часто ездить, работники внутри костюма постоянно меняются, поэтому маскотам запрещено разговаривать. Фунасси же может говорить, шутить, петь и даже есть.
Ещё одна особенность Фунасси — гипер-активность: он умеет прыгать и в высоту, и в длину, и вообще редко сидит на одном месте.
В речи использует суффикс насси (なっしー) вместо дэсу (です) и часто восклицает: «Хяхха!» (ヒャッハ－).
Любит тяжелый металл и хард-рок.
Первый купленный им диск — альбом группы Deep Purple «Machine Head».
Любимый певец — Оззи Осборн.
Любимый фрукт — персик.
Однако сам Фунасси отметил, что он патологический лжец и 27,4 % из всего, сказанного им, является ложью. Поэтому проверить подлинность указанной им информации не представляется возможным.

### Происхождение
День рождения Духа груш — 4 июля 138 года (Настоящее имя — Фунадиус IV). Родители — обычные грушевые деревья. У Фунасси 274 брата и сестры, сам он четвёртый по старшинству. Так же известен его 56-й по счету брат Фунагоро.

## Человек внутри костюма
С ростом популярности Фунасси интерес к создателю возрастает с каждым годом. Однако, чтобы сохранить образ Духа груш, личность создателя (человека внутри костюма) скрывается.
В одной из телепередач выяснилось, что Фунасси очень много знает о городе Ёкосука (префектура Канагава), поэтому пошел слух, что создатель родом из Ёкосуки.
Торговая марка «Фунасси» зарегистрирована в ООО «274LAND» (合同会社274LAND).